# Parafia Podwyższenia Krzyża Świętego w Małdytach
Parafia Podwyższenia Krzyża Świętego w Małdytach – parafia rzymskokatolicka w diecezji elbląskiej. Erygowana 15 sierpnia 1990 roku przez biskupa warmińskiego Edmunda Piszcza. Do parafii należą miejscowości: Małdyty, Zajezierze, Drynki, Fiugajki, Gumniska Wielkie, Leśnica, Pleśno, Sople. Tereny te znajdują się w gminie Małdyty, w powiecie ostródzkim w województwie warmińsko-mazurskim.
Kościół parafialny w Małdytach został wybudowany w latach 1985–1990.

## Proboszczowie
- ks. Władysław Wesołowski (1990–2016)
- ks. Roman Thiel (od 2016)